# 岡村輝彦
岡村 輝彦（おかむら てるひこ）は、明治期の日本の判事、弁護士。浜松藩出身。鶴舞藩貢進生として開成学校に学び、ロンドンに留学してミドル・テンプルでバリスターの資格を得た。帰国して東京控訴院・大審院判事、横浜始審裁判所長を務めた後、辞官して弁護士として活動し、千島艦事件で弁護を行った。東京弁護士会会長、中央大学学長も務めた。

## 生涯

### 上京前
安政元年7月20日、同年12月20日、安政2年7月2日又は同年12月20日、浜松藩士岡村義昌の子として大坂蔵屋敷に生まれた。外祖父東園基貞により東園家の通字「基」から基之助と名付けられたが、後に光之助と改め、14,15歳頃輝彦と名乗った。
7歳の時、祖父岡村義理、父義昌が国元浜松に幽閉となり、家は困窮した。藩校克明館に入学したが、開明的な祖父・父の方針で漢学は深く学ばず、『坤輿図識』『環海異聞』『三航蝦夷日誌』『高田屋嘉兵衛魯西亜物語』等を読んで海外事情を学んだ。
元治元年（1864年）天狗党の乱に対し、槍を持って大砲掛の父に従い、三ヶ日に警護した。
明治元年（1868年）9月浜松藩は鶴舞藩に転封され、2月一家で上総国鶴舞に移った。

### 上京
明治2年（1869年）父に従い上京し、箕作秋坪に外国語を学んだ。明治3年（1870年）賀古鶴所と共に鶴舞藩貢進生に選ばれ、大学南校に入学し、明治7年（1874年）開成学校英吉利法律科に進んだ。
貢進生時代はナポレオンを尊敬し、また好んで北海道開拓を論じたため、岡村ナポレオン、岡村北海と渾名された。

### イギリス留学
1876年（明治9年）6月第2回文部省留学生として渡英し、10月ミドル・テンプルT・D・C・アトキンスに法学を学び、11月キングス・カレッジ・ロンドンに合格し、ミドル・テンプルに入学した。
留学当初は鷹揚な性格で、メンドイズムの哲学者などと自称していたが、留学中に勤勉な性格に変わり、試験勉強にのめり込むあまり神経衰弱、脳貧血を発症した。露土戦争中はオスマン帝国を支持し、フェズを被ってロンドンを闊歩した。
1880年（明治13年）1月法曹院試験に合格してバリスターとなり、2月高等法院女王座部代議員となった。新政府で出世した父から支援を受けて巡回裁判所にも参加し、海事裁判所で海事法の実務も学んだ。

### 判事時代

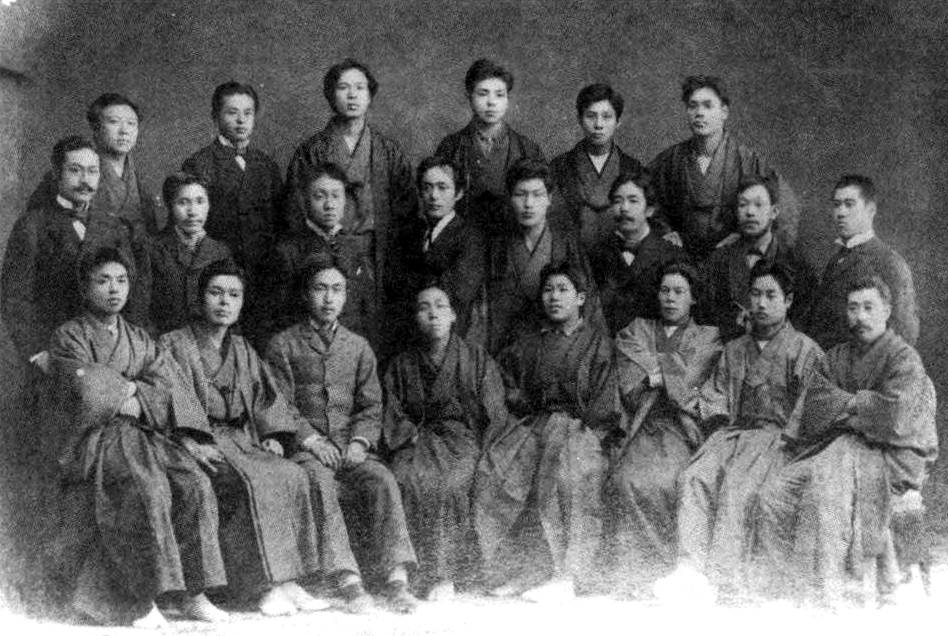
明治法律学校の講師と学生たち（1884年、中段右から2人目が岡村輝彦）

1881年（明治14年）2月帰国し、6月司法省民事局雇となり、麹町区上六番町42番地の父の仮宅隣の茶畑畔に住んだ。10月東京控訴院判事に就任した。
1883年（明治16年）1月大審院に入り、3月刑事局に配属された。大審院では長野県上高井郡奥山田村、中山村、牧村の間で争われた日影山境界争論一件に関わり、中村元嘉と現地の山奥に入り、村民の懐柔工作に耐えながら実検を行った。
1885年（明治18年）7月英吉利法律学校設立者に名を連ね、証拠法を教えた。8月横浜始審裁判所長に就任し、イギリスに倣い代言人の地位向上に努めた。当初官舎に入ったが、後に神奈川台町に移り、余暇には上京して高等文官試験委員、東京法学院・明治法律学校講師を務めた。

### 弁護士時代

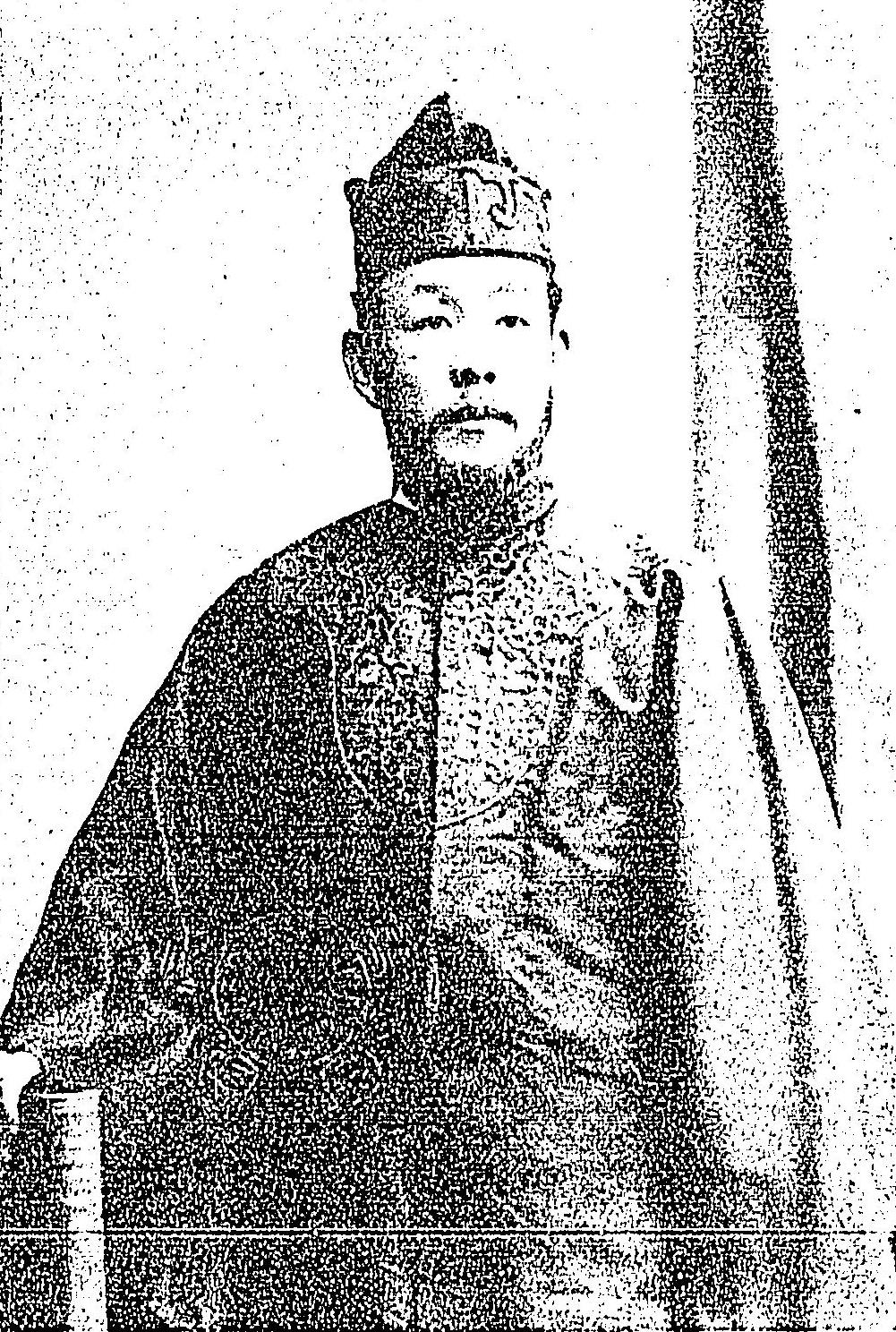
岡村輝彦

1891年（明治24年）3月裁判所を辞職して代言人となり、京橋区南鍋町に加え、横浜在住の外国人の要請で横浜にも事務所を設けた。
1890年（明治25年）第2回衆議院議員総選挙に神奈川県第2区と東京府第11区から出馬を要請されたが、辞退した。
1892年（明治25年）千島艦事件が起こると、イギリスで海商法を学び、政府顧問ウィリアム・カークウッドと知遇のあった輝彦が担当を任され、横浜英国領事裁判所の法廷に立った。上海英国高等領事裁判所でカークウッドが敗訴すると、1894年（明治27年）ロンドン枢密院に出張し、勝訴して1895年（明治28年）4月帰国した。また、在英中に日清戦争が開戦したため、新聞・雑誌で日本擁護の論陣を張った。
1908年（明治41年）東京弁護士会会長に選ばれた。1910年（明治43年）豊多摩郡千駄ヶ谷町大字穏田字源氏山173番地に転居した。

### 晩年
1912年（大正元年）頃肺気腫性喘息に罹り、歩行時の呼吸が困難となったため、弁護士を閉業し、療養生活に入った。1913年（大正2年）中央大学学長に就任したが、業務困難のため間もなく辞し、普段は千駄ヶ谷町の自宅に籠り、夏・冬は鎌倉紅ヶ谷の別荘に滞在する生活を送った。
1915年（大正4年）12月暮風邪に罹り、青山胤通、入沢達吉、宮本叔等の診療を受けたが、胃潰瘍を併発し、1916年（大正5年）2月1日午後1時25分千駄ヶ谷町の自宅で死去し、4日駒込吉祥寺に葬られた。戒名は大哲院殿高歩自在大居士。

## 栄典・授章・授賞
- 1882年（明治15年）2月 正七位[4]
- 1885年（明治18年）2月6日 - 従六位[24][4]
- 1886年（明治19年）7月 正六位[4]
- 1888年（明治21年）6月7日 法学博士[25]

## 家族

### 父母
- 父：岡村義昌 - 浜松藩士、鶴舞藩士、若松県令。天保元年(1830年)井上河内守の藩士岡村黙之助義理の次男として、近江国蒲生郡石寺村に生まれ、17歳でオランダ語を学ぶため、大坂の緒方洪庵の適塾で学び、西洋兵学砲術を修得のため兄の道章とともに長崎など九州を遊学した[26]。
- 母：滝尾 – 公卿東園基貞娘[27]。

### 弟妹
- 長弟：岡村龍彦 - 医学博士。妻は広瀬実光の妹。[28]
- 長妹：美喜栄 – 安政3年（1856年）10月生。2ヶ月で没[2]。
- 次妹：万寿栄 – 万延元年（1860年）12月28日生[29]。明治15年（1882年）中村孟に嫁ぐ[17]。昭和14年（1939年）2月24日没[30]。
- 三妹：歌子 – 文久2年（1862年）4月8日生。新津村医師山内蒙済養女。明治13年（1880年）屋代垣と結婚するも、9月11日没[31]。
- 四妹：敏子 – 元治元年（1864年）6月19日生[31]。明治17年（1884年）10月岡山兼吉に嫁ぐ[17]。
- 五妹：政子 – 明治元年（1868年）10月15日生[32]。歌子死後、山内蒙済に嫁いだが、明治22年（1889年）11月20日没[33]。
- 六妹：多栄 – 明治7年（1874年）3月10日生。一時旧幕臣竹村忠恕養女[34]。明治25年（1892年）法学士植村俊平に嫁ぐ[35]。昭和16年（1941年）1月13日没[30]。
- 七妹：光子 – 明治9年（1876年）4月15日生[34]。明治26年（1893年）10月3日原嘉道に嫁ぐ[35]。

### 妻
- 先妻：静江 – 佐倉藩士蒲生重臣四女。明治14年（1881年）9月結婚[36]。明治30年（1897年）3月23日産褥熱で死去[37]。
- 後妻：淑子（よし[38]） – 明治10年（1877年）5月生[38]。福井藩士堤正誼四女。明治31年（1898年）5月結婚[39]。

### 子女
- 次男：将（すすむ） - 明治25年（1892年）6月生[38]。
- 四男：三二郎 - 明治32年（1899年）6月生[38]。
- 五男：於菟彦 – 明治35年（1902年）3月生[38]。海軍士官[40]。岡村昭彦、岡村春彦の父。
- 六男：康彦 – 明治38年（1905年）8月生[38]。東宮傅育官[40]。
- 七男：俊彦 – 明治39年（1906年）12月生[38]。東北帝国大学助教授[40]。
- 八男：健彦 – 明治41年（1908年）8月生[38]。昭和7年（1932年）三菱商事水産部勤務。昭和10年（1935年）8月17日自殺[41]。
- 長女：絹子 - 明治19年（1886年）12月生。林春雄妻[38]。
- 次女：幸子 – 明治22年（1889年）11月生。緒方知三郎妻[38]。
- 三女：晴子 – 明治33年（1900年）8月生[38]。海軍士官加藤隆義妻[40]。
- 四女：愛子 - 明治36年（1903年）6月生[38]。
- 五女：依子 – 明治44年（1911年）1月生[42]。海軍士官原五郎妻[40]。